# Wu Hui-ju
Wu Hui-ju (12 de novembro de 1982) é uma arqueira taiwanesa, medalhista olímpica.

## Carreira
Wu Hui-ju representou seu país nos Jogos Olímpicos em 2004 e 2008, ganhando a medalha de bronze por equipes em 2004. 